# 제49회 애니상
제49회 애니상은 2022년 3월 12일에 열린 시상식이다.

## 수상 및 후보

### 최우수 장편 애니메이션
- 미첼 가족과 기계 전쟁 - 마이클 리안다 수상
- 엔칸토: 마법의 세계 - 바이론 하워드 외 1명
- 루카 - 엔리코 카사로사
- 라야와 마지막 드래곤 - 돈 홀 외 1명
- 씽2게더 - 가스 제닝스

### 최우수 독립 장편 애니메이션
- 나의 집은 어디인가 - 요나스 포헤르 라스무센 수상
- 용과 주근깨 공주 - 호소다 마모루
- 항구의 니쿠코 - 와타나베 아유무
- 폼포: 더 시네필 - 히라오 타카유키
- 더 서밋 오브 더 갓 - 파트릭 암베르

### 최우수 단편 애니메이션
- 베스티아 - 위고 코바루비아스 수상
- 이스터 에그 - 니콜라 케펜
- 말빅 - 이스마엘 조프로이 샹두티
- 심야버스 - 조시에
- 스테이크하우스 - 스펠라 카데즈

### 최우수 프로덕션
- 나무 - 에릭오 수상
- 베르사유에서 우리는 - 클레망스 마들렌-페아들리아 외 1명
- 엄마는 쏟아지는 비처럼 - 위고 드 포콩프레
- Snoopy Presents: For Auld Lang Syne - Clay Kaytis
- 위쳐: 늑대의 악몽 - 한광일

### 최우수 스폰서상
- A Future Begins - Nexus Studios 수상
- Fleet Foxes - Featherweight - Sing-Sing
- The Good Guest Guide to Japan - Airbnb / Chromosphere
- Tiptoe & The Flying Machine - Nexus Studios
- Wandavision - 'Don't Touch that Dial' Title Sequence - Titmouse Inc.

### TV 프로덕션 유아부문 최우수상
- Ada Twist, Scientist
- MUPPET BABIES
- ODO
- Stillwater
- Xavier Riddle and the Secret Museum

### TV 프로덕션 어린이부문 최우수상
- Maya and the Three
- Amphibia
- Carmen Sandiego
- Dug Days
- We the People

### TV 프로덕션 최우수상
- Arcane
- Bob's Burgers
- Love, Death + Robots
- Tuca & Bertie

### 최우수 학생 애니메이션
- 나이트 오브 더 리빙 드레드 - 이다 멜룸 수상
- 어 필름 어바웃 어 푸딩 - 로엘 반 빅
- HOPE - Ryoma Leneuf 외 1명
- I Am A Pebble - Yasmine Bresson 외 1명
- 슬라우치 - 미하엘 보흐넨스팅글

### 실사 촬영: 애니메이션 효과상
- 샹치와 텐 링즈의 전설 - Karl Rapley 외 4명 수상
- Flora & Ulysses - Thomas Becker 외 4명
- 더 수어사이드 스쿼드 - Meena Ibrahim 외 4명
- 투모로우 워 - Carmelo Leggiero 외 4명
- Y: The Last Man - Michael Beaulieu 외 2명

### TV 애니메이션: 캐릭터 애니메이션상
- 아르케인 - Lea Chervet 수상
- Ultra City Smiths - Ghazal Tahernia
- We the People - Stephen Loveluck
- Love, Death + Robots - Daniel Gill
- 나무 - Jon Paul Brower

### 장편 애니메이션: 캐릭터 애니메이션상
- 엔칸토: 마법의 세계 - Dave Hardin 수상
- 루카 - Tarun Lak
- 라야와 마지막 드래곤 - 제니퍼 해거
- 보스 베이비 2 - Ravi Kamble Govind
- 위시 드래곤 - Ketan Shankar Adhikari

### 비디오 게임: 캐릭터 애니메이션상
- Ratchet & Clank: Rift Apart - Insomniac Games 수상
- It Takes Two - Hazelight Animation Team
- Kena: Bridge of Spirits - Ember Lab Animation Team
- Madrid Noir - Aziz Kocanaogullari

### TV 애니메이션: FX상
- 아르케인 - Guillaume Degroote 외 4명 수상
- Castlevania - Tam Lu 외 2명
- Maya and the Three - Alexander Feigin 외 4명
- Shaun The Sheep: The Flight Before Christmas - Aardman Jim Lewis
- 트롤헌터: 라이즈 오브 타이탄 - Greg Lev 외 4명

### 장편 애니메이션: FX상
- 미첼 가족과 기계 전쟁 - Christopher Logan 외 4명 수상
- 용과 주근깨 공주 - Ryo Horibe 외 1명
- 엔칸토: 마법의 세계 - Alex Moaveni 외 4명
- 라야와 마지막 드래곤 - Peter De Mund 외 4명
- 비보의 살아있는 모험 - Martin Furness 외 4명

### TV 애니메이션: 캐릭터 디자인상
- 아르케인 - Evan Monteiro 수상
- Batman: The Long Halloween Part One - Otto Schmidt
- Kid Cosmic - Craig McCracken
- Maya and the Three - Jorge R. Gutierrez
- Yuki 7 - Keiko Murayama

### 장편 애니메이션: 캐릭터 디자인상
- 미첼 가족과 기계 전쟁 - Lindsey Olivares 수상
- 루카 - Deanna Marsigliese
- 라야와 마지막 드래곤 - Ami Thompson
- 고장난 론 - Julien Bizat
- 비보의 살아있는 모험 - Joe Moshier

### TV 애니메이션: 감독상
- 아르케인 - Pascal Charue 외 2명 수상
- Amphibia - Jenn Strickland 외 1명
- Crossing Swords - John Harvatine 외 2명
- Hilda and the Mountain King - Andy Coyle
- Maya and the Three - Jorge R. Gutierrez

### 장편 애니메이션: 감독상
- 미첼 가족과 기계 전쟁 - 마이클 리안다 외 1명 수상
- 용과 주근깨 공주 - 호소다 마모루
- 엔칸토: 마법의 세계 - 바이론 하워드 외 2명
- 나의 집은 어디인가 - 요나스 포헤르 라스무센
- 루카 - 엔리코 카사로사

### TV 애니메이션: 음악상
- Maya and the Three - Tim Davies 외 1명 수상
- 브러쉬 - Joy Ngiaw
- Hilda and the Mountain King - Ryan Carlson
- 밀라 - Flavio Gargano
- Mira, Royal Detective - Amritha Vaz 외 2명

### 장편 애니메이션: 음악상
- 엔칸토: 마법의 세계 - Lin-Manuel Miranda 외 1명 수상
- 루카 - 댄 로머
- 굴뚝마을의 푸펠 - Youki Kojima 외 1명
- 라야와 마지막 드래곤 - James Newton Howard 외 1명
- 비보의 살아있는 모험 - Alex Lacamoire 외 1명

### TV 애니메이션: 미술상
- 아르케인 - Julien Georgel 외 2명 수상
- Arlo the Alligator Boy - Israel Sanchez 외 4명
- Love, Death + Robots - Robert Valley
- Maya and the Three - Jorge R. Gutierrez 외 3명
- Yuki 7 - Chromosphere

### 장편 애니메이션: 미술상
- 미첼 가족과 기계 전쟁 - Lindsey Olivares 외 2명 수상
- 용과 주근깨 공주 - Tomm Moore 외 4명
- 라야와 마지막 드래곤 - Paul Felix 외 2명
- 고장난 론 - Till Nowak 외 2명
- 비보의 살아있는 모험 - Carlos Zaragoza 외 2명

### TV 애니메이션: 스토리보딩상
- 아르케인 - Simon Andriveau 수상
- Invincible - Jay Baker
- Kid Cosmic - Justin Nichols
- Love, Death + Robots - Jennifer Yuh Nelson
- The Ghost and Molly McGee - Johnny Castuciano

### 장편 애니메이션: 스토리보딩상
- 엔칸토: 마법의 세계 - Jason Hand 수상
- 라야와 마지막 드래곤 - Luis Logam
- 스피릿 - Gary Graham
- 아담스 패밀리 2 - Steven Garcia
- 비보의 살아있는 모험 - Carlos Romero

### TV 애니메이션: 성우상
- 아르케인 - Ella Purnell 수상
- Arlo the Alligator Boy - Michael J. Woodard
- Centaurworld - Parvesh Cheena
- DC Super Hero Girls - Kimberly Brooks
- 트롤헌터: 라이즈 오브 타이탄 - Charlie Saxton

### 장편 애니메이션: 성우상
- 엔칸토: 마법의 세계 - 존 레귀자모 수상
- 미첼 가족과 기계 전쟁 - 애비 제이콥슨 수상
- 엔칸토: 마법의 세계 - 스테파니 비트리즈
- 루카 - 잭 딜런 그레이저
- 라야와 마지막 드래곤 - 켈리 마리 트란

### TV 애니메이션: 각본상
- 아르케인 - Christian Linke 외 1명 수상
- Maya and the Three - Silvia Olivas 외 1명
- Muppet Babies - Ghia Godfree
- The Mighty Ones - Jillian Goldfluss 외 2명
- Tuca & Bertie - Lisa Hanawalt

### 장편 애니메이션: 각본상
- 미첼 가족과 기계 전쟁 - 마이클 리안다 외 1명 수상
- 용과 주근깨 공주 - 호소다 마모루
- 나의 집은 어디인가 - 요나스 포헤르 라스무센 외 1명
- 루카 - 제시 앤드류스 외 1명
- 라야와 마지막 드래곤 - 퀴 응우옌 외 1명

### TV 애니메이션: 편집상
- 왓 이프...? - Joel Fisher 외 3명 수상
- Amphibia - Jennifer Calbi 외 4명
- Arlo the Alligator Boy - Steve Downs 외 2명
- Love, Death + Robots - Julian Clarke 외 4명
- Tom and Jerry in New York - Michael D'Ambrosio 외 1명

### 장편 애니메이션: 편집상
- 미첼 가족과 기계 전쟁 - Greg Levitan 외 4명 수상
- 엔칸토: 마법의 세계 - Jeremy Milton 외 3명
- 나의 집은 어디인가 - Janus Billeskov Jansen
- 루카 - Catherine Apple 외 4명
- 라야와 마지막 드래곤 - Fabienne Rawley 외 4명